# Lyouboten
Lyouboten ou Ljuboten (en macédonien Љуботен, en albanais Luboteni) est un village situé à Boutel, une des dix municipalités spéciales qui constituent la ville de Skopje, capitale de la Macédoine du Nord. Le village comptait 2343 habitants en 2002. Il se trouve au nord de l'agglomération de Skopje, sur le versant sud de la Skopska Crna Gora. Il est majoritairement albanais. Son église orthodoxe du XIVe siècle, dédiée à Saint-Nicolas, conserve des fresques remarquables.

## Démographie
Lors du recensement de 2002, le village comptait :
- Albanais : 223
- Macédoniens : 1150
- Serbes : 1
- Autres : 4